# Galium formosense
Galium formosense är en måreväxtart som beskrevs av Jisaburo Ohwi. Galium formosense ingår i släktet måror, och familjen måreväxter. Inga underarter finns listade i Catalogue of Life.